# Église luthérienne de la Trinité à Paris
Pour les articles homonymes, voir Église de la Sainte-Trinité.
Ne doit pas être confondu avec Église de la Sainte-Trinité (Paris).
L'église luthérienne de la Trinité est une église de culte luthérien située au no 172 boulevard Vincent-Auriol dans le 13e arrondissement de Paris. Elle est rattachée à l'Église protestante unie de France.

## Histoire
L'église est consacrée le 18 mars 1888, et porte d'abord le nom de paroisse de la Barrière d'Italie. Elle est construite par les architectes Jean Naville et Henri Chauquet.